# Magnatune
Magnatune是一家位於美國加利福尼亚州伯克利市的小型獨立唱片公司，由約翰巴克曼創立於2003年春季。這家公司的目標是公平的對待艺术家與顧客，它的口號「我們不邪惡（We are not evil）」也呼應這一點。

## 經營特色
Magnatune原本只透過在網站下載的方式銷售音樂，但在2004年後加入購買CD的選項。在2007年10月開始透過亞馬遜音樂商店銷售整張專輯與單一曲目。在2008年5月，Magnatune推出所謂的「吃到飽」會員方案，並且被認為是唯一提供無数位版权管理、無限制會員方案的線上音樂網站。Magnatune也是第一家使用線上授權方式的唱片公司，顧客可以依照需求選擇不同的授權條款，而它在2003年到2008年這段期間，賣出了超過3000份的音樂授權。
Magnatune將自己比喻為「音樂公平交易運動的先鋒」。它也是在企業界中，使用創用CC授權條款的先驅之一。
Magnatune與艺术家簽訂非獨佔協議，並且以50：50的比例分配線上銷售與授權的所得。在2003到2004年那段 時間，這些政策對一家唱片公司可說是十分不尋常。使用者可以串流方式線上聽音樂，或者下載MP3格式的檔案，兩者都沒有加上数字版权管理來限制使用，而且在選擇購買之前都不會收取費用（線上收聽或免費下載的  MP3檔案，在樂曲的最後都會加上一個「此音樂來自Magnatune」的語音提示）。消費者可以選擇購買的價格，範圍從每張專輯5美元到18美元（僅限透過第三方程式購買，如Rhythmbox或Amarok），並且可以選擇下載的媒體格式，如WAV、FLAC、MP3、Ogg Vorbis、AAC等等。所有從Magnatune賣出的音樂檔案都沒有使用任何形式的数字版权管理，來限制顧客複製他們購買的音樂。它並鼓勵顧客將他們所購買的音樂，最多複製三份來分享給他們的朋友。
Magnatune所收錄的所有音樂，都使用創用CC 姓名標示-非商業性-相同方式分享授權條款免費讓大眾下載。儘管使用較自由的授權方式並不是新點子，然而  Magnatune仍然是在音樂領域的知名公司中第一個嘗試並實現此想法的。

## 與播放軟體整合
Magnatune有一個XML API，能夠讓媒体播放器與之整合。在2006年10月Amarok 1.4.4版釋出，可以讓使用者在程式中試聽並購買Magnatune所有艺术家音樂，這項功能仍舊保留在被重新設計的Amarok 2。在2006年12月釋出的Rhythmbox 0.9.7版也增加與Magnatune整合的功能。

## 參看條目
- 唱片公司列表
- Jamendo

## 參照
1. ↑  .   [2010-03-07]. （原始内容存档于2019-09-13）.
2. ↑  Magnatune's License （页面存档备份，存于）. Retrieved on September 8,  2007.
3. ↑  Licensing info page. Number of music licenses at Magnatune （页面存档备份，存于）. Retrieved on May 8,  2008
4. ↑  Magnatune's 'relax' (about us) page （页面存档备份，存于）. Retrieved on June 17,  2009
5. ↑  Creative Commons page about Magnatune （页面存档备份，存于）. Retrieved on June 17,  2009
6. ↑  Linux Journal, issue 118. . 2004-02-01.[]
7. ↑  Magnatune. .   [2010-03-07]. （原始内容存档于2021-01-25）.

## 外部連結
- Magnatune official site （页面存档备份，存于）